# Drimiopsis
Drimiopsis là một chi thực vật có hoa trong họ Asparagaceae.